# Georg Schläger
Georg Schläger (* 27. Juni 1870 in Weida; † 21. März 1921 in Freiburg im Breisgau) war ein deutscher Lehrer, Romanist und Volksliedforscher.

## Leben
Schläger promovierte an der Universität Jena in Romanistik und publizierte zu Themen älterer französischer Literatur. Er war Lehrer und Schuldirektor in Eschwege, musste seinen Beruf aber wegen eines Gehörleidens aufgeben. Er widmete sich fortan völlig der Volksliedforschung. Als sein Hauptwerk in diesem Bereich gilt der wissenschaftliche Anhang zu Johann Lewalters Deutschem Kinderlied und Kinderspiel (1911). Ab 1917 war er in seinen letzten Lebensjahren Archivar des Deutschen Volksliedarchivs in Freiburg im Breisgau.
Georg Schläger heiratete am 31. Mai 1898 Martha geb. Pohle, mit der er einen Sohn hatte.

## Werke
- Studien über das Tagelied. Inaug.-Dissertation Phil. Jena. Fromann (H. Pohle), Jena 1895.
- mit Wilhelm Cloetta: Die altfranzösische Prosafassung des Moniage Guillaumes. 1897.
- Über Musik und Strophenbau der französischen Romanzen (mit einem musikalischen Anhang). M. Niemeyer, Halle a.S. 1900.
- Sprechübungen im neusprachlichen Unterricht. J. Hehner, Oberstein 1906.
- Etwas vom deutschen Kinderliede. In: Zeitschrift für den deutschen Unterricht 23 (1909), Heft 1, S. 1–29.
- Zur Rhythmik des altfranzösischen epischen Verses. In: Zeitschrift für romanische Philologie 3 (1911), S. 364 ff.
- Johann Lewalter: Deutsches Kinderlied und Kinderspiel. In Kassel aus Kindermund in Wort und Weise gesammelt. Abhandlung und Anmerkungen von Georg Schläger. Vietor, Kassel 1911.
- Zur Entwicklungsgeschichte des Volks- und Kinderliedes: I. Schlaf, Kindchen, schlaf. In: Zeitschrift des Vereins für Volkskunde 21 (1911), S. 368–377 (Digitalisat) und 22 (1912), S. 79–89 (Digitalisat).
- Einige Grundfragen der Kinderspielforschung. In: Zeitschrift des Vereins für Volkskunde 27 (1917), 106–121 (Digitalisat) und 28 (1918), S. 15–25 (Digitalisat).
- Badisches Kinderleben in Spiel und Reim (= Vom Bodensee zum Main. Heimatblätter, hrsg. Landesverein Badische Heimat. 15). Müller, Karlsruhe 1921.
- Das Dornröschenspiel. In: Zeitschrift des Vereins für Volkskunde 35/36 (1925/1926), S. 259–271.